# Dag Selander
Dag Arve Selander (21 november 1965) is een Noors-Amerikaans voormalig professioneel wielrenner, veldrijder en olympiër.
Dag Selander werd in 1980 Noors kampioen op de weg voor in de ploegentijdrit bij de elite, samen met Jan Georg Iversen, Robert Langvik en Rolf-Morgan Hansen.
Hij maakte deel uit van de Noorse Olympische delegatie voor de Olympische Spelen in 1980 in Moskou, maar vanwege de Amerikaanse boycot, waar Noorwegen aan meedeed, heeft hij niet meegedaan aan de Spelen. In plaats daarvan werd de gehele Noorse wielerselectie uitgenodigd voor een wedstrijd in Appleton, Wisconsin (Verenigde Staten). Hier ontmoette hij zijn toekomstige vrouw en bleef in de VS. Samen met haar heeft hij twee zonen, Dag en Bjørn. Zijn zoon Bjørn Selander is ook wielrenner en was Amerikaans kampioen veldrijden voor beloften en rijdt anno 2010 samen met Lance Armstrong bij Team RadioShack  in de UCI ProTour.
Dag Selander staat bekend als een van de Amerikaanse wielrenpioniers, samen met grote namen als Eric Heiden, Andy Hampsten, John Eustice, Davis Phinney en Bob Roll.
Selander rijdt nog steeds wedstrijden, hij werd in 2005 vierde op de Amerikaanse kampioenschappen cyclocross voor mannen tussen de 50 en 54 jaar. Daarnaast is hij trainer bij het jeugdteam van de staat Minnesota.

## Overwinningen
1980
- Noors kampioen ploegentijdrit, Elite (met Jan Georg Iversen, Robert Langvik en Rolf-Morgan Hansen)

## Resultaten in voornaamste wedstrijden
| Jaar | Ronde van Italië | Ronde van Frankrijk | Ronde van Spanje |
| ---- | ---------------- | ------------------- | ---------------- |
| 1981 |                  |                     | opgave           |

| Jaar | Gent-Wevelgem |
| ---- | ------------- |
| 1981 | 68e           |